# Eğrikavak, Ovacık
Eğrikavak là một xã thuộc huyện Ovacık, tỉnh Tunceli, Thổ Nhĩ Kỳ. Dân số thời điểm năm 2010 là 6 người.